# Curea

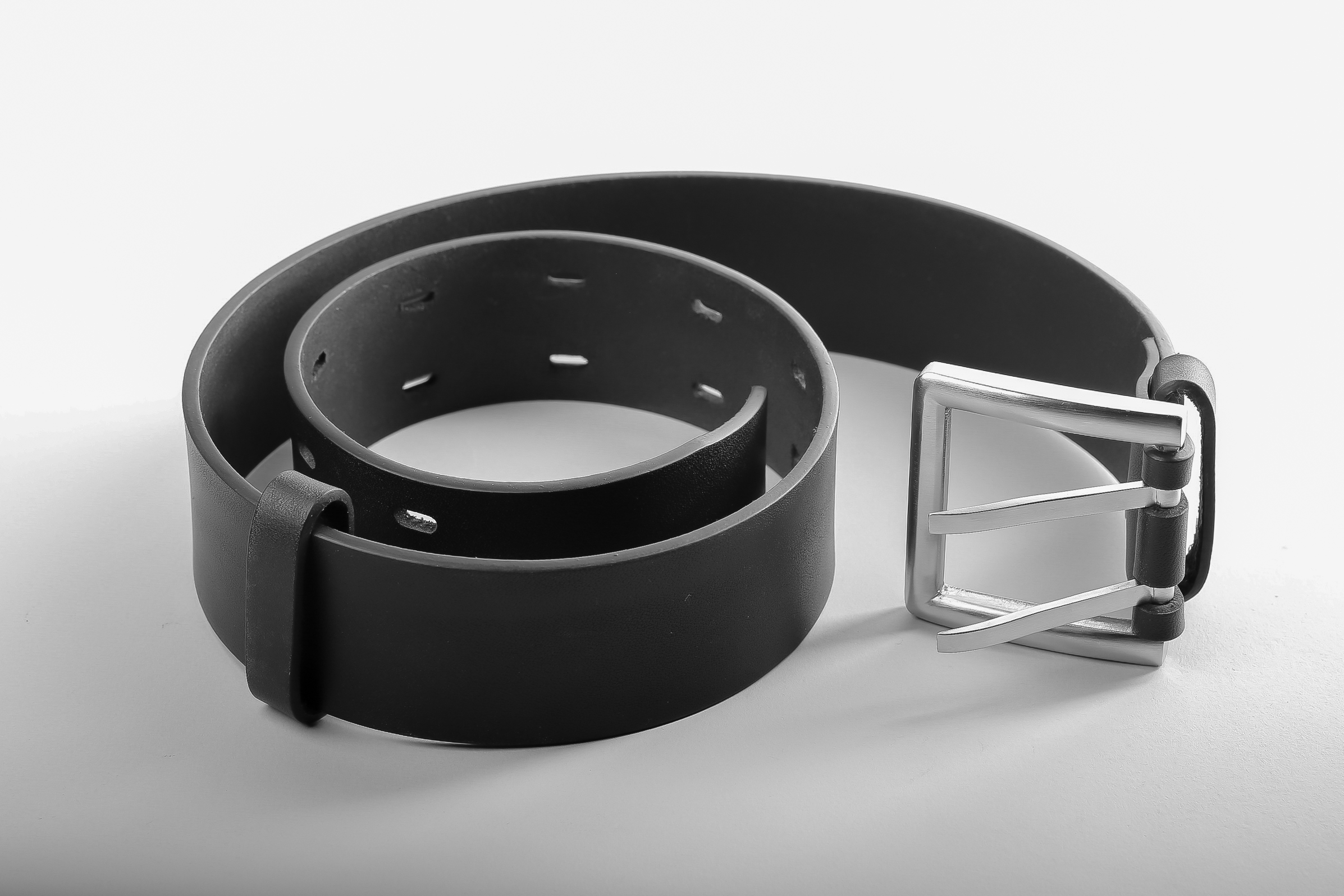

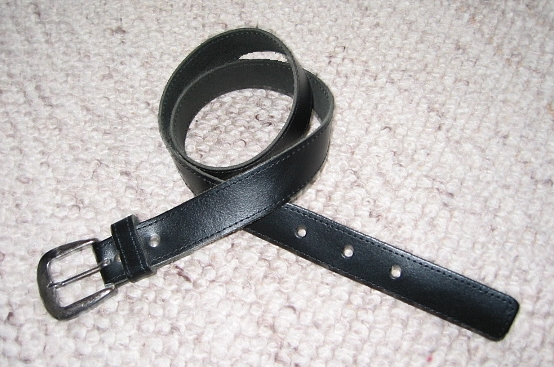
Curea pentru pantaloni

Cureaua este un element de vestimentație, care reprezintă o bandă din piele, cânepă sau formată din bucăți metalice întrepătrunse, ale cărei capete se prind cu o închizătoare de metal sau, mai rar, de plastic, numită cataramă. În prezent, este folosită pentru a strânge pantalonii la brâu, mai ales pantaloni jeans și la dungă. În trecut, era folosită și pentru a strânge vesta la talie, mai aproape de piept.
Noțiunea de curea mai cuprinde:
- în vestimentație:
  - fâșie de piele, material plastic, pânză cu ajutorul căreia se fixează pe picior diferite tipuri de încălțăminte.
  - fâșie de piele, material plastic ce se folosește la rochii în loc de cordon.
- în alte domenii:
  - bandă de metal, piele, material plastic cu care se fixează ceasurile pe mână.
  - cureaua de transmisie cu ajutorul căreia se poate transmite mișcarea de rotație de la un scripete la altul sau de la un arbore de mașină la altul.
  - o fâșie lungă și îngustă de pământ.